# Przyjaźń

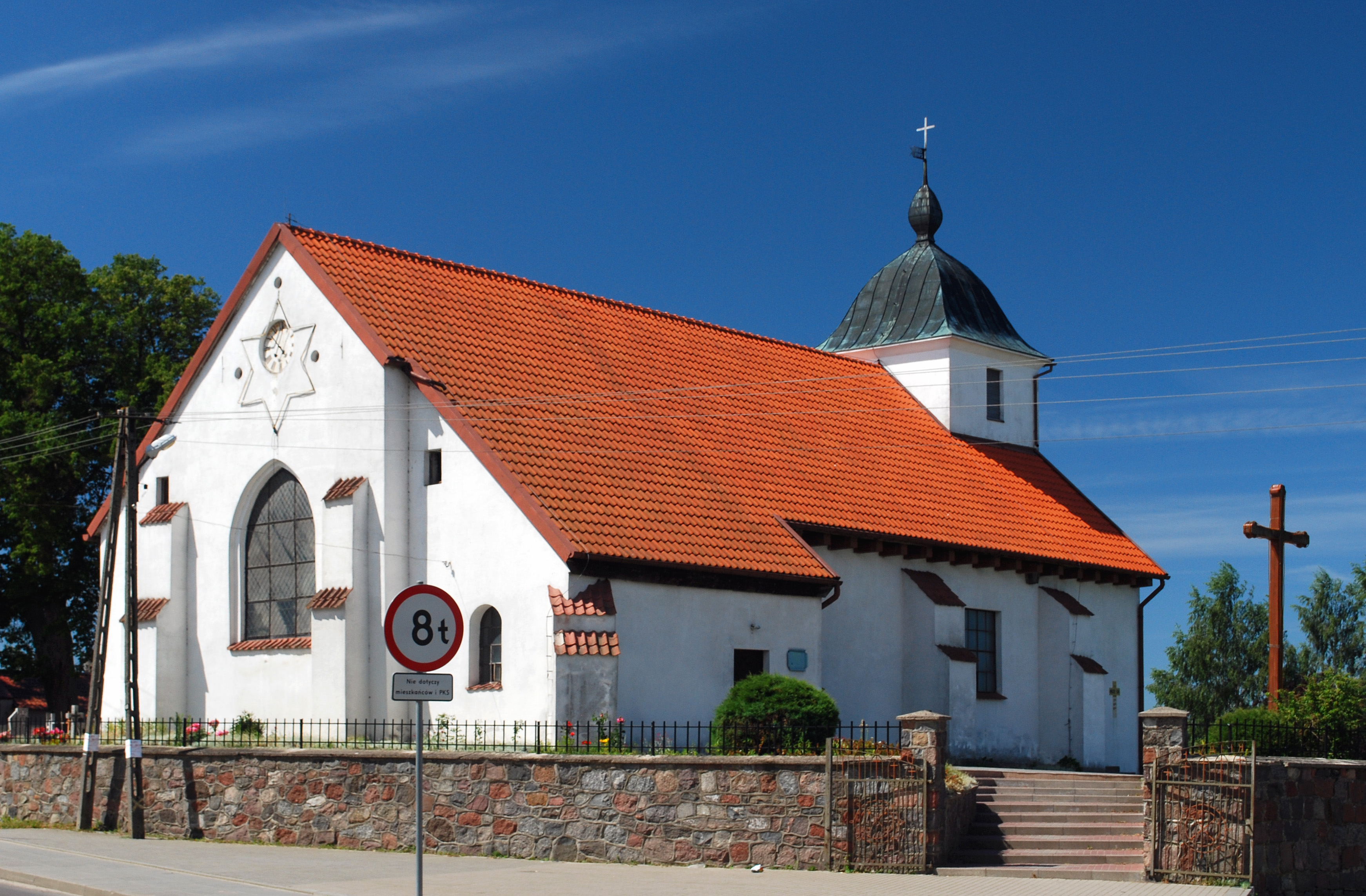
Kirche in Przyjaźń

Przyjaźń (deutsch Rheinfeld) ist eine Ortschaft im Powiat Kartuski in der Woiwodschaft Pommern im nördlichen Polen in der Kaschubei. Das Dorf gehört zur Landgemeinde Żukowo.

## Geographie
Przyjaźń liegt südlich von Kartuzy in der Kaschubischen Seenlandschaft.

## Geschichte
Das Dorf Przyjaźń entstand unter dem Namen Rheinfeld während des 13. Jahrhunderts.
Die Pfarrkirche Rheinfeld ist eine der ältesten in der näheren Umgebung. Um das Jahr 1560 erhielt der Ort einen reformierten Prediger und die Gemeinde wurde evangelisch. Die Kirchenglocken stammen aus dem Jahr 1600.
Im Jahr 1731 wurde ein erstes Schulgebäude errichtet.
Traditionell lebten in der Kaschubei Kaschuben, Deutsche und Polen nebeneinander. Die deutsche Bevölkerung wurde nach dem Zweiten Weltkrieg vertrieben. Zu Polen gehörig, erhielt das Dorf seinen heutigen Namen Przyjaźń.

## Söhne und Töchter des Ortes
- Georg Demetrius von Kleist (1822–1886), preußischer Offizier, zuletzt Generalleutnant
- Georg von Kleist (1852–1923), preußischer Offizier, zuletzt General der Kavallerie, und Politiker